# Muircheartach mac Airt Buidhe MacMurrough-Kavanagh
Muircheartach mac Airt Buidhe MacMurrough-Kavanagh (en irlandais Muircheartach mac Airt Buidhe  Mac Murchadha Caomhánach), né vers 1495 mort en 1547, est le 18e roi de Leinster de 1544 à 1547.

## Origine
Muircheartach mac Airt Buidhe est sans doute le fils aîné de Art Buidhe MacMurrough-Kavanagh mort en 1517 et à ce titre le chef de la faction aînée de la famille MacMurrough dénommée « Sliocht Domhhnall Riabhach » parce qu’issue de Domhnall Riabbach.

## Règne
L’exécution en 1537 du comte de Kildare Thomas FitzGerald entraîne un affaiblissement de la domination de la famille FitzGerald sur le Leinster. 
Muirchertach et son jeune parent Domhnall mac Cathaoir MacMurrough s'allient avec le puissant Toirdhealbcah, chef de la famille O'Toole, cet accord est scellé par le mariage de sa fille Sadhbh avec Toirdhealbach. Dans la grande salle du château de Clonmullen dans le comté de Carlow, le Conseil du gouvernement de Dublin s'empresse de dénoncer ce rapprochement à Thomas Cromwell, principal ministre d'Henri VIII d'Angleterre, ce qui provoque le rappel du Lord Deputy d'Irlande Leonard Grey, 1er vicomte Grane, soupçonné de faiblesse. 
Si les troupes des MacMurrough réunies, réunissent en juin 1540 à préserver les domaines de la famille O'Toole, elles sont incapables de protéger Idrone contre James Butler, 9e comte d'Ormonde, et en août et septembre les MacMurrough et les O'Byrne sont contraints de conclure la paix avec le nouveau Lord Deputy d'Irlande, Anthony St Leger, qui oblige Cathaoir MacMurrough-Kavanagh à renoncer à son titre. Le comte d'Ormonde et le Lord Deputy interviennent ensuite dans l'est du Leinster et reçoivent la soumission de O'Toole, le gendre de Muircheartach. 
Les prétendants au titre royal, Domhnall mac Cathaoir, Cathaoir mac Airt et Muirchertach ne sont pas jugés sûrs du fait de leurs relations antérieures avec le parti du comte de Kildare. Muirchertach reçoit toutefois l’appui de Gearalt mac Cathaoir (mort vers 1549), de la lignée de Murchadh Ballagh, les MacMurrough-Kavanagh de Garryhill, et il réussit à se faire reconnaître roi de Leinster en 1544. Il meurt dès 1547 en laissant le titre royal à Cathaoir mac Airt MacMurrough-Kavanagh.

## Postérité
Selon les généalogies, il laisse cinq fils et une fille dont :
- Cathaoir Carrach (mort en 1538), grand père de Domhnall Spainneach Mac Murrough Caomhanach ;
- Art Buidhe (mort après 1558) ;
- Sadhbh épouse Toirdhealbhach O' Toole (mort en 1542).

## Sources
- (en) Dictionary of Irish Biography : Emmett O'Byrne MacMurrough Kavanagh (Muircheartach)
- (en) T.W Moody, F.X. Martin et F.J. Byrne, A New History of Ireland IX Maps, Genealogies, Lists. A companion to Irish History part II, Oxford, Oxford University Press, 2011, 690 p. (ISBN 978-0-19-959306-4).
- (en) James Hughes, The Fall of the Clan Kavanagh, vol. 2, Dublin, Journal of the Royal Historical and Archaeological Association of Ireland, 1873 (lire en ligne), p. 282-305